# Шпиттлер, Людвиг Тимотеус фон
Людвиг Тимотеус фон Шпиттлер (нем. Ludwig Timotheus Spittler; 1752—1810) — немецкий историк, педагог и государственный деятель.

## Биография
Людвиг Тимотеус фон Шпиттлер 11 ноября 1752 года в городе Штутгарте; происходил из духовной семьи и с детства готовился к духовной службе, но уже в гимназии сильно увлекся историей. Высшее образование получил в Тюбингенском университете. 

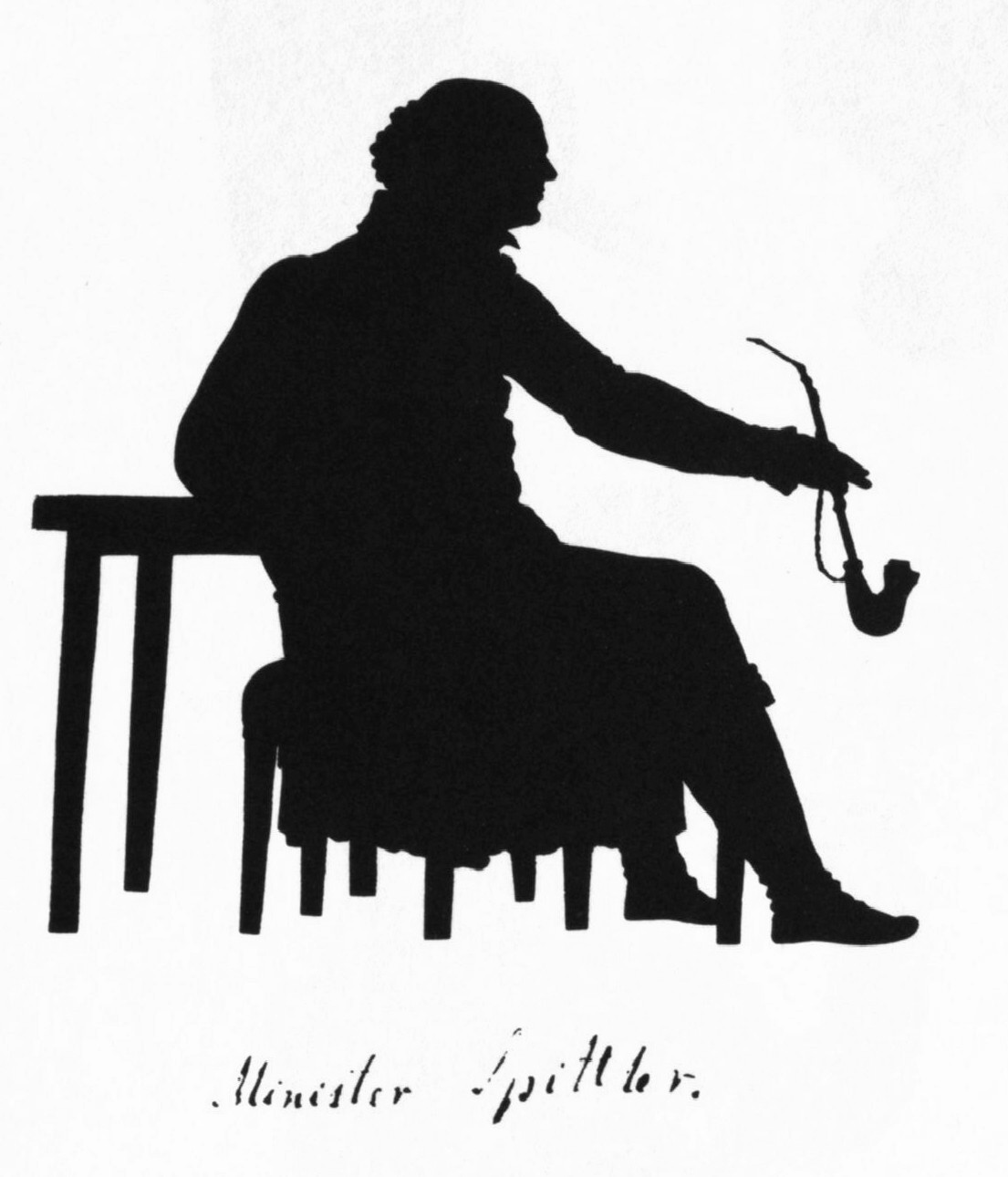
Людвиг Тимотеус Шпиттлер
(рисунок Дуттенхофер, Луиза)

Успешно окончив университетсий курс, он совершил путешествие по Германии во время которого познакомился с Готхольдом Эфраимом Лессингом. По возвращении в 1777 году Шпиттлер выпустил книгу: «Geschichte des canonischen Rechts bis auf die Zeiten des falschen Isidor».
В 1778 году Людвиг Тимотеус фон Шпиттлер был приглашен профессором в Гёттингенский университет, где читал лекции по истории церкви.
Большую известность приобрел его труд под заглавием «Grundriss der Geschichte der christlichen Kirche»; дух этой книги был строго протестантский. После этого Л. Т. фон Шпиттлер решил окончательно оставить занятия теологией и посвятил себя политической истории.
Кроме того, он писал критические статьи по разным литературным вопросам. Важнейшие его сочинения: две специальные истории Вюртемберга (1783) и Ганновера (1786); «Entwurf der Geschichte der Europäischen Staaten» (1793—94); «Geschichte der dänischen Revolution des Jahres 1760».
Помимо этого фон Шпиттлеру принадлежит целый ряд менее масштабных исследований, которые были изданы частью в «Commentationen der Göttinger Gesellschaft der Wissenschaften», частью — в издававшемся им вместе с Мейнером в 1792—1794 гг. «Historischer Magazin». Последним крупным трудом Шпиттлера стал «Grundriss der Europäischen Staatengeschichte».
В 1797 году он поступил на службу к вюртембергскому герцогу и был назначен министром и куратором альма-матер.
Людвиг Тимотеус фон Шпиттлер умер 14 марта 1810 года в родном городе.
Полное собрание сочинений фон Шпиттлера было издано в пятнадцати томах, в 1827—1837 гг.